# Sālih al-Fauzān
Sālih ibn Fauzān ibn ʿAbdallāh al-Fauzān (arabisch صالح بن فوزان بن عبد الله الفوزان, DMG Ṣāliḥ b. Fauzān b. ʿAbd Allāh al-Fauzān; * 1933 in Saudi-Arabien) ist ein orthodoxer islamischer Gelehrter in Saudi-Arabien. Außerdem ist er Mitglied des Ständigen Komitees für Rechtsfragen.

## Ausbildung
Al-Fawzan wurde im Jahr 1933 geboren. Seine Familie stammt aus asch-Schamasiyya in der Provinz al-Qasim. Sein Vater starb, als er ein Kind war, und er wurde von seiner Familie aufgezogen. Er studierte den Koran, grundlegendes Lesen und Schreiben unter der Leitung des Imam Qari Areas, Shaykh Sulaiman ibn Hammud Thallal Ath, der später Richter in Dariyyah  in der Provinz Qasim wurde.
Anschließend studierte er an einer staatlichen Koranschule, die im Jahr 1948 eröffnet worden war. Er beendete seine Studien an der Faishaliyyah-Schule in Buraidah im Jahre 1950 und wurde dort als Lehrer für Kinder berufen. Er setzte sein Studium am Institut für Bildung in Buraidah fort, als es im Jahr 1952 eröffnete, und schloss es im Jahr 1956 ab. Danach studierte er an der Fakultät für Scharia an der Islamischen Universität Imam Muhammad ibn Saud in Riad weiter und schloss sein Studium im Jahr 1960 ab. Anschließend machte er seinen Master-Abschluss und promovierte in islamischen Rechtswissenschaften (Fiqh).
Prägend für al-Fawzan war sein Studium bei einer Reihe von Islamgelehrten wie Abd al-Aziz ibn Baz und Muhammad al-Amin ash-Shanqiti (gest. 1972).
Zu seinen Lehrern gehörten außerdem Abdullah bin Humaid, Afifi Abdurrazaq, Salih bin Abd al-Sukayti, Salih bin Ibrahim al-Bulayhi, Muhammad ibn Fadhilatus Subayyil, Abdullah bin Salih al-Khulaifi, Ibrahim bin Abdul-Muhsin al-Obeid, Hamud Ibn Uqla Ash-Shu'aybi und Salih ibn Ali an-Naashir.

## Ämter
Nach seinem Studium an der Fakultät für Scharia wurde er zum Vortragenden am Institut für Bildung Riad ernannt, danach wechselte er an die Fakultät für islamische Lehre. Schließlich lehrte er wieder an einer Hochschule in der Fakultät Usul ud-Din.
Al-Fawzan ist Mitglied des Ständigen Komitee für Rechtsfragen, außerdem im einflussreichen „Hohen Rat der Islamgelehrten“ und in weiteren Institutionen.

## Positionen
Die religiösen Positionen von al-Fawzan sind unter anderem deshalb so bedeutend, da sie durch die Schulbücher, für die er verantwortlich ist, in den Schulunterricht in Saudi-Arabien und in saudischen Auslandsschulen einfließen. Saudische Regierungsverantwortliche haben zwar mehrfach geäußert, dass die Lehrpläne geändert würden, die Schulbücher von al-Fawzan werden jedoch weiter benutzt. Aus seinem Lehrbuch zu Tauhīd, einem Kommentar zum „Buch des Monotheismus“ von Muhammad ibn Abd al-Wahhab, geht hervor, dass al-Fawzan die Mehrzahl der Muslime als Polytheisten bezeichnet. Daher könnten sie von „wahren Muslimen“ enteignet und getötet werden.
Liberale Muslime erklärte al-Fawzan in einer Fatwa im Juli 2007 zu Apostaten: „Sich einen liberalen Moslem zu nennen, ist ein Widerspruch in sich (…) man sollte vor Gott solche Gedanken bereuen, um ein wirklicher Moslem zu sein (...) Derjenige, der Freiheit will mit Gesetzen, die allein von Menschen gemacht sind, rebelliert gegen das Gesetz Gottes.“
In einer Fatwa erklärte al-Fawzan, dass Muslime, die das Gebet nicht verrichten, nicht als Arbeiter angestellt werden dürften.
Al-Fawzan zufolge ist es unmöglich, mit Andersgläubigen freundschaftliche Beziehungen zu führen, da man als Muslim verpflichtet sei, Andersgläubige zu hassen. Es wäre rechtlich zulässig, von ihnen Geschenke anzunehmen, nicht jedoch, sie zu einem festlichen Anlass zu beglückwünschen.
Zur Sklaverei vertritt al-Fawzan auf einem Tonband die Position „Sklaverei ist Teil des Islam“ und „Sklaverei ist Teil des Dschihad, und der Dschihad wird solange bleiben, wie es den Islam gibt“.
2008 erklärte er gegenüber der Zeitung Al Madina, dass die „Hexer“, die im arabischen Satellitenfernsehen Horoskope vorlesen, für dieses Verbrechen die Todesstrafe verdienen. Auch die Anrufer sollten nach ihrem Tod kein islamisches Begräbnis mehr bekommen.
Im Juli 2011 wandte sich al-Fawzan in einer Fatwa gegen Pläne der saudischen Regierung, durch ein Mindestalter die Kinderehen einzuschränken. Al-Fawzan zufolge haben Väter das Recht, ihre Töchter in jedem Alter in die Ehe zu geben, auch wenn diese noch in der Wiege liegen. Die Ehemänner dürften aber erst mit ihnen intim werden, wenn die Mädchen deren Körpergewicht tragen können.
Human Rights Watch erwähnt Reden von Saleh al-Fawzan gegenüber Schiiten und Rāfida, die er als „Brüder Satans“ bezeichnet und insbesondere von Schiiten als „Ungläubigen“ spricht, die „über Gott, seinen Propheten und den muslimischen Konsens lügen“.